# Britz (Brandeburgo)
Britz è un comune di 2 117 abitanti del Brandeburgo, in Germania.
Appartiene al circondario del Barnim ed è capoluogo dell'Amt Britz-Chorin-Oderberg.